# 雪号
雪号（せつごう）とは能楽シテ方観世流において、隠居後に名のる「雪」字を用いた雅号のこと。主として宗家および分家にしかゆるされず、弟子家の場合には特に流儀に功績のある者もしくは名手の誉れ高い者にかぎられる。